# Amós Sabrás Gurrea
Amós Sabrás Gurrea (Logroño, 1890- Huelva, 1976) fue un Catedrático de Matemáticas español.

## Biografía
Catedrático de Matemáticas en el Instituto de Educación Secundaria "La Rábida" (Huelva). Presidente fundador del Ateneo Popular de Huelva el año 1923. Presidente fundador de las Cantinas y Roperos Escolares "Amigos del Niño" en Huelva. Presidente honorario de la sociedad onubense "Amigos de la Cultura", en El Campillo (Huelva). Diputado Provincial de Huelva, primer alcalde republicano de Huelva (durante dos meses), y diputado a Cortes por el Partido Socialista Obrero Español en 1933.
Destacado masón, ingresó en la francmasonería en marzo de 1925, en la logia "Minerva" de Huelva, adoptando el nombre simbólico de "Newton".